# Горіхова вулиця (Київ, Московський район)
Горі́хова ву́лиця — зникла вулиця Києва. Пролягала від Столичного шосе до Любомирської вулиці.

## Історія
Вулиця виникла в середині XX століття під такою ж назвою. Востаннє згадана в довіднику «Вулиці Києва» 1995 року.